# التعريف بآداب التأليف
التعريف بآداب التأليف هي رسالة (كُتيب) جمعه الإمام الحافظ جلال الدين السيوطي، تحدث فيه عن الآداب التي تلزم المؤلف، وطالب العلم، ووضح فيه ثواب العلم ودرجته عند الله، واستشهد بالآثار والأحاديث التي تدل على ذلك وتوضحه وتحث على طلب العلم وتعليمه ونشره، وحوى هذا الكتاب الآداب التي يجب على العالم أن يلزم بها في الرسالة وتحذير لكل من يقدم على التأليف قبل أن يتأهل لذلك. كذلك تناولت الآداب الخاصة للمشتغلين بعلم الحديث وروايته وبيان حكم التصنيف فيه، و كيفية التأليف، وتحدير المصنفات، وحث على العناية بمعرفة علوم الحديث. نشرته مكتبة التراث الإسلامي بتحقيقٍ مِن مرزوق علي إبراهيم.

## قراءة في سطور
ذكر في مقدمته الحديث الذي رواه أبو هريرة قال: قال رسول الله – صلى الله عليه وعلى آله وسلم – «إذا مات الإنسان انقطع عمله، إلا من ثلاث: صدقة جارية، أو علم ينتفع به، أو ولدٌ صالحٌ يدعو له». رواه مسلم.
بعدها شرع في ذكر معنى الحديث فقال: حمل العلماء رضي الله عنهم الصدقة الجارية بعد الوقف المنتفع به بعد الموت، وعلى التصنيف والتعليم وهو التصنيف أظهر، لأنه أطول استمرار.
ثم ذكر أقوال العلماء في ذلك تاج الدين السبكي في كتابه «جمع الجوامع» وعز الدين الزركشي في «كتب العلم»، والبغوي في كتاب «التهذيب» والنووي في كتاب «شرح المهذب» وفي كتاب «التقريب والتيسير».
ثم ذكر ما رواه ابن عساكر في تاريخه ما ورد من أقوال عن الشافعي، ثم ذكر ما ذكره الجاحظ في كتاب «البيان» ثم ذكر ما قاله ابن كيسان، ثم ما ذكره ابن الجوزي، ثم ما قاله الحافظ أبو الفضل العراقي في كتاب «شرح ألفية الحديث»، ثم ما قاله صاحب الأزدي، ثم ما ذكره الثعالبي في كتاب «ملح النوادر». انتهى.

## وصلات خارجية
- كتاب التعريف بآداب التأليف للسيوطي - نسخة مصورة pdf - من موقع جامعة أُم القرى[وصلة مكسورة]